# 夜と夢
『夜と夢』（よるとゆめ、Nacht und Träume）作品43-2、D827は、オーストリアの作曲家フランツ・シューベルトが1825年頃作曲した歌曲。マテウス・フォン・コリンの詩による。

## 概要
- シューベルト版『夢のあとに』（ガブリエル・フォーレの歌曲）と呼んでもよい内容の作品で、過ぎ去った美しい夜と夢に対する限りない憧憬を歌った、シューベルトのあらゆる歌曲の中で最も美しい曲の一つ。
- ロ長調で始まりきわめてゆっくりとしたピアノの刻みの上に、歌声部が極めて美しい旋律を歌う。この刻みを美しく響かせるのは至難の業で、20世紀を代表する歌曲ピアニスト、ジェラルド・ムーアは最も難しい曲のひとつ、と述べている。また、歌い手にとっては、限りなく続くレガートを保つための、高度なブレス・コントロールを要求される難曲である。
- 中間部でト長調（ロ長調の六度の準固有和音調）への急激な転調があり、大きく感情が動くが、最初の静けさが戻って、美しく全曲を閉じる。
- かつて、往年の名テノール歌手レオ・スレザークの極度に耽美的な歌唱がこの曲の理想的演奏とされた。

## 原詩全文
Nacht und Träume
Matthäus von Collin
Heilge Nacht, du sinkest nieder;

nieder wallen auch die Träume,

wie dein Mondlicht durch die Räume,

durch der Menschen stille Brust.

Die belauschen sie mit Lust;

rufen, wenn der Tag erwacht;

kehre wieder, heilge※ Nacht!

Holde Träume, kehret wieder!
※ベーレンライター原典版では“heilge“（聖なる）ではなく“holde“（やさしき）となっている。